# Alles muss kaputt sein
Alles muss kaputt sein ist das vierte Album der deutschen Punkband Pascow.

## Entstehungsgeschichte
In der Bandgeschichte markiert das Album einen größeren Übergang. Zum einen wechselte die Band vom Plattenlabel Plastic Bomb zu Rookie Records, zum anderen kam mit Flo Feratu ein neuer Bassist in die Band.
Das Album wurde im Juni 2010 in Kurt Ebelhäusers Tonstudio 45 in Friedrichssegen nahe Koblenz aufgenommen.

## Titelliste
1. The Strongest of the Strange – 1:57
2. Äthiopien die Bombe – 2:22
3. Je ne sais pas wo’s lang geht – 1:52
4. Ich bin dann mal durch – 1:13
5. Wenn Mila schläft – 3:06
6. Das ist Gimbweiler nicht L.A. – 1:49
7. An die Maulwürfe – 2:43
8. Fritz Feratu – 0:49
9. KO Computer – 2:39
10. Herz – 1:59
11. Mond über Moskau – 2:48
12. Deine Bastards – 2:25
13. Wir glauben an gar nichts und sind nur hier wegen der Gewalt – 1:16
14. Too doof to fuck – 2:17
15. 2,5 Minuten echte Gefühle – 2:27

## Songinfos
Es finden sich zahlreiche Anspielungen auf die Punk- und Musikszene in den Texten. Dies fängt schon bei einigen Songtiteln an: so ist Das ist Gimbweiler nicht L.A. eine Anspielung auf die legendäre Hardcore-Punk-Kompilation This Is Boston, Not L.A., KO Computer eine Anspielung auf OK Computer von Radiohead, während Too doof to fuck auf Too Drunk to Fuck von den Dead Kennedys anspielt.
Äthiopien die Bombe ist eine dystopische Sicht auf den Klimawandel und die Wirtschaftskrise, die dazu führt, dass verschiedene Arten aussterben und auch die Welt für den Menschen immer unwohnlicher wird.
Der Song An die Maulwürfe ist Ausdruck der Bandfreundschaft mit Duesenjaeger. Dementsprechend ist auch deren Sänger Tobi Neumann als Gastsänger aktiv.
Ich bin dann mal durch unterscheidet sich von dem Rest des Albums durch einen an die Neue Deutsche Welle angelehnten Stil.
KO Computer beschreibt den Umgang mit den neuen Medien, insbesondere die Gefahren der sozialen Netzwerke.

## Musikstil
Alles muss kaputt sein ist die logische Fortführung des bereits vom Vorgängeralbum Nächster Halt gefliester Boden bekannten Stils. Es handelt sich um melodischen, deutschsprachigen Punkrock, der zwischen aggressiv und melancholisch pendelt, der jedoch etwas poppiger, aber auch düsterer daherkommt als auf dem Vorgänger. Die Texte sind dabei eher kryptisch gehalten.

## Cover
Auf einem weißen Hintergrund befinden sich Napoleon in Rückenansicht mit einem angeklebten Zettel auf dem Alles muss kaputt sein steht. Links oben befindet sich das Logo der Band.

## Rezeption
Das Album wurde in der Punkszene äußerst wohlwollend aufgenommen. Im Ox vom Oktober/November 2010 besprach André Bohnensack das Album und vergab 10 von zehn möglichen Punkten.

„PASCOW hören, ist wie ‚Stand By Me‘ sehen: pure Energie sowie bittersüße Melancholie, bei der man sich dennoch und auch deswegen richtig wohl fühlt.“

Jens Mayer beurteilte das Album im Visions ebenfalls positiv:

„Das nennt man sauber nachgelegt: Pascow verfeinern ihr bewährtes Rezept für guten deutschsprachigen Punkrock und entwickeln sich endgültig zur festen Größe. Spätestens jetzt sollte es jeder merken.“